# ヴァルラーム・リパルテリアニ

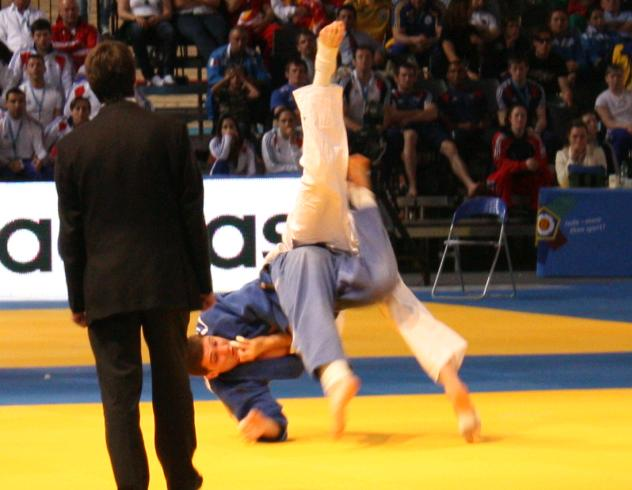
ヴァルラーム・リパルテリアニ

ヴァルラーム・リパルテリアニ（グルジア語: ვარლამ ლიპარტელიანი、Varlam Liparteliani、1989年2月27日 - ) は、ジョージア・ムツヘタ出身の柔道家。90 kg級。身長188 cm。得意技は内股。巻き込み技も非常に得意としている。愛称は「リポ」、または「キャプテン」。

## 人物
柔道は10歳の時に始めた。2008年には世界団体でグルジアチームの優勝に貢献した。さらには世界ジュニアでも優勝を飾るも、2010年の世界選手権では準決勝で西山大希に指導2で敗れるなどして5位にとどまった。2011年の世界選手権では初戦で西山に有効で敗れた。2012年にはヨーロッパ選手権で初優勝を果たした。しかし、2012年8月のロンドンオリンピックでは3回戦で敗れた。
2013年8月の世界選手権では決勝でキューバのアスレイ・ゴンサレスに指導2で敗れて2位だった。なおゴンサレスの話によれば、この際にグルジア側が決勝でリパルテリアニに負けてくれたら2万ドルを支払うと持ちかけてきたが断ったと語っている。
2014年のヨーロッパ選手権では優勝するも、世界選手権では準決勝でハンガリーのトート・クリスティアーンに敗れて3位に終わり、世界団体でも3位だった。
2015年の世界選手権では準々決勝で韓国の郭同韓と対戦して敗れるも、その後の3位決定戦で後輩のベカ・グビニアシビリを破って前年に続いて3位となった。また、世界団体でも同じく3位だった。
2016年のヨーロッパ選手権では3度目の優勝を飾った。8月のリオデジャネイロオリンピックでは準決勝で韓国の郭同韓を合技で破って昨年の世界選手権のリベンジに成功した。その後の決勝では日本のベイカー茉秋と対戦し有効で敗れたものの、銀メダルを獲得した。その後、階級を100kg級に上げて2017年のグランドスラム・パリに出場するも、準々決勝で日本の飯田健太郎に大内刈で敗れて3位に終わった。世界選手権では決勝まで進むも、日本のウルフ・アロンに技ありで敗れて2位だった。世界選手権(無差別)では2回戦で日本の影浦心に一本負けを喫したが、ワールドマスターズでは優勝を果たしている。2018年の世界選手権では3回戦でリオデジャネイロオリンピック100kg級銀メダリストである地元アゼルバイジャンのエルマール・ガシモフを破るなどして決勝まで進むも、韓国のチョ・グハムに9分近い戦いの末に技ありで敗れて、またも2位に終わった。ワールドマスターズでは優勝した。なお、2018年には90kg級時代だった2014年に続いて世界ランキングの年間1位となった。2019年のグランドスラム・パリでは決勝でウルフを技ありで破って優勝した。2021年のワールドマスターズでも優勝した。2021年のヨーロッパ選手権では2位だった。世界選手権では3回戦で飯田を技ありで破るも、準々決勝でセルビアのアレクサンダル・クコルに技ありをリードしながら内股で逆転負けを喫して3位だった。7月に日本武道館で開催された東京オリンピックでは準決勝でウルフに技ありで敗れると、3位決定戦でもロシアオリンピック委員会のニヤス・イリアソフに技ありで敗れて5位だった。2023年にはグランドスラム・タシケントで優勝、グランドスラム・ウランバートルで2位だった。2024年3月に地元ジョージアで開催されたグランドスラム・トビリシに出場するも2回戦で敗れた。その直後に現役引退を表明した。

## 主な戦績
- 2006年 - ヨーロッパカデ国際　3位(81 kg級)

90 kg級での戦績
- 2007年 - ヨーロッパジュニア　優勝
- 2008年 - グルジア国際　3位
- 2008年 - オーストリア国際　優勝
- 2008年 - ロシア国際　優勝
- 2008年 - ヨーロッパジュニア　優勝
- 2008年 - 世界団体　優勝
- 2008年 - 世界ジュニア　優勝
- 2009年 - ワールドカップ・トビリシ　優勝
- 2009年 - グランドスラム・パリ　5位
- 2009年 - ヨーロッパ選手権　2位
- 2010年 - ワールドマスターズ　5位
- 2010年 - ワールドカップ・プラハ　優勝
- 2010年 - ヨーロッパ選手権　2位
- 2010年 - グランプリ・チュニス　3位
- 2010年 - グランドスラム・リオデジャネイロ　3位
- 2010年 - ワールドカップ・サンパウロ　2位
- 2010年 - 世界選手権　5位
- 2010年 - グランプリ・ロッテルダム　2位
- 2010年 - グランドスラム・東京　5位
- 2011年 - ワールドマスターズ　5位
- 2011年 - グランドスラム・パリ　5位
- 2011年 - グランプリ・デュッセルドルフ　5位
- 2011年 - ヨーロッパ選手権　3位
- 2011年 - グランプリ・アブダビ　優勝
- 2011年 - グランプリ・アムステルダム　5位
- 2012年 - ワールドカップ・トビリシ　優勝
- 2012年 - グランドスラム・パリ　5位
- 2012年 - グランプリ・デュッセルドルフ　優勝
- 2012年 - ヨーロッパ選手権　優勝
- 2013年 - グランドスラム・パリ　優勝
- 2013年 - グランプリ・デュッセルドルフ　優勝
- 2013年 - ヨーロッパ選手権　2位
- 2013年 - 世界選手権 2位
- 2013年 - グランドスラム・東京 3位
- 2014年 - グランドスラム・パリ　優勝
- 2014年 - ヨーロッパ選手権　個人戦　優勝　団体戦　優勝
- 2014年 - グランプリ・ハバナ 優勝
- 2014年 - 世界選手権　3位
- 2014年 - 世界団体　3位
- 2015年 - グランプリ・デュッセルドルフ　優勝
- 2015年 - グランプリ・トビリシ　2位
- 2015年 - ヨーロッパ競技大会　個人戦　2位　団体戦　2位
- 2015年 - 世界選手権　3位
- 2015年 - 世界団体　3位
- 2015年 - グランドスラム・パリ　優勝
- 2016年 - グランドスラム・パリ　3位
- 2016年 - ヨーロッパ選手権　優勝
- 2016年 - リオデジャネイロオリンピック 2位

100 kg級での戦績
- 2017年 -　グランドスラム・パリ　3位
- 2017年 -　グランドスラム・エカテリンブルグ　3位
- 2017年 - ヨーロッパオープン・ミンスク　優勝
- 2017年 -　世界選手権　2位
- 2017年 -　グランプリ・ザグレブ　3位
- 2017年 -　ワールドマスターズ　優勝
- 2018年 -　グランドスラム・パリ　3位
- 2018年 -　グランドスラム・デュッセルドルフ　優勝
- 2018年 -　世界選手権　2位
- 2018年 -　ワールドマスターズ　優勝
- 2019年 - グランドスラム・パリ　優勝
- 2019年 - ヨーロッパ競技大会　2位
- 2019年 -　ワールドマスターズ　3位
- 2020年 -　グランドスラム・パリ　2位
- 2020年 - ヨーロッパ選手権　5位
- 2021年 -　ワールドマスターズ　優勝
- 2021年 -　ヨーロッパ選手権　2位
- 2021年 -　世界選手権　3位
- 2021年 -　東京オリンピック　5位
- 2022年 -　グランドスラム・ブダペスト 2位
- 2023年 -　グランドスラム・タシケント　優勝
- 2023年 -　グランドスラム・ウランバートル　2位

(出典、JudoInside.com)

## 出演動画番組
- Coffee With Céline - Varlam Liparteliani - YouTube（Judoチャンネル）2020年5月5日[23][24]